# Kaija Kärkinen
Kaija Hannele Kärkinen, más conocida como Kaija Kärkinen o simplemente Kaija (nacida 9 de septiembre de 1962 en Sodankylä) es una cantante y actriz finlandesa. Es conocida mayormente por el hecho de haber representado a Finlandia en el Festival de la Canción de Eurovisión 1991 con la canción "Hullu yö" (en finés, "Noche loca"), que finalizó 20.ª.

## Carrera
Comenzó su carrera en un grupo folclórico lapón como solista.
Kaija estudió pedagogía en la Universidad de Laponia y teatro en la Academia de Teatro de Helsinki.  Después del concurso comenzó a trabajar con Ile Kallio y fundó con él un dúo.

## Eurovisión 1991
En 1991, ella participó en la Final Nacional finlandesa con el objetivo de representar a su país en el Festival de Eurovisión ese mismo año. Su canción "Hullu yö" ganó dicha competencia y le dio el derecho a Kärkinen de viajar a representar al país nórdico en Roma, Italia.
Finalmente, la canción consiguió sólo 6 puntos (4 puntos entregados por Irlanda, 1 de Grecia y 1 de Islandia), posicionándose en el 20° puesto.

## Vida personal
La canción con la que participó en Eurovisión, "Hullu yö" contó con la colaboración de su actual esposo, el músico finés Ile Kallio, con quien tiene 2 hijos.